# Botuporã
Botuporã é um município brasileiro do estado da Bahia. De acordo com o censo do IBGE de 2022, a população da cidade era de 11.024 habitantes. Faz divisa com os municípios de Tanque Novo, Macaúbas, Caturama e Paramirim.

## Topônimo
O topônimo Botuporã deriva do tupi-guarani e significa "monte belo".

## História
Região originalmente habitada pelos indígenas tuxás, a região de Botuporã foi colonizada em meados do século XVIII, com a chegada de colonizadores portugueses, pertencentes a famílias como os Marques e Castro, e espanhóis, pertencentes a famílias como os Pamplona e Maias.
A primeira propriedade rural do município foi a Fazenda Caititu, seguida por outras que se formaram aos seus arredores.
Em 1910, Acúrcio José de Oliveira se fixou na Fazenda Caititu, construiu uma residência e uma loja onde vendia tecidas e edificou uma capela em louvor ao Sagrado Coração de Jesus, em cujos arredores se formou o povoado de Caititu.
Por volta de 1922, passou pela localidade o bispo D. Juvêncio de Brito e o frei Francisco, que realizaram missões no povoado de Caititu. Os religiosos perceberam a existência de um monte nas proximidades da localidade e, com isso, abriram uma estrada e ergueram uma cruz naquela elevação, a qual foi abençoada e recebeu o nome de Monte Belo, que também passaria a ser o nome da povoação de Caititu.
Em 1926, foi realizada a primeira feira livre no povoado de Monte Belo, o qual estava em pleno crescimento devido à agricultura e à pecuária. Dez anos depois, Monte Belo foi elevado à condição de distrito, subordinado ao município de Macaúbas.
Por meio do Decreto-lei estadual n° 141, de 31 de dezembro de 1943, ratificado pelo Decreto Estadual n.º 12.978 de 1° de junho de 1944, o distrito de Monte Belo teve seu nome alterado para Botuporã, nome derivado do tupi que significa "monte belo" e foi sugerido por Santiago Dantas.
Com o crescimento do distrito de Botuporã, este começou a fornecer representantes para a Câmara Municipal de Macaúbas e também se iniciou um movimento pela emancipação do distrito, tendo como líder o Sr. Alípio Queiroz Marques e tendo apoio de moradores como Joaquim Mendonça, João Nunes, Brasilino Marques França e Joaquim de Oliveira. No entanto, Macaúbas resistiu muito a esse movimento, pois temia a perda do seu distrito mais importante depois a sede. Com a comunidade conscientizada, finalmente teve o plebiscito.
Em 22 de março de 1962, o então governador da Bahia Juracy Magalhães sancionou a Lei Estadual nº 1647, que desmembrou de Macaúbas os distritos de Botuporã, Tanque Novo e Caturama para a criação do novo município de Botuporã, o qual foi instalado em 7 de abril de 1963, com a posse do primeiro prefeito, Alípio Queiroz Marques (UDN), e da primeira legislatura da Câmara Municipal.
Em 25 de fevereiro de 1985, a Lei Estadual nº 4400 desmembrou de Botuporã o distrito de Tanque Novo e o elevou à categoria de município.
Em 13 de junho de 1989, a Lei n° 5.012 desmembrou partes do território do município de Paramirim e Botuporã para a formação do município de Caturama.

## Tradições
Botuporã é uma cidade fiel às tradições, assim comemorando todos os anos o padroeiro Sagrado Coração de Jesus. Não só essa cidade, mas toda a região do Sudoeste da Bahia comemora também o São João, que ocorre anualmente nas praça de shows das cidades. As comunidades pertencentes a Botuporã também comemoram muitas datas festivas, como Dia das Mães, Dia dos Pais, Páscoa, Natal entre outras.

## Economia
As bases econômicas do município de Botuporã são a agricultura policultora, sobretudo de mandioca, feijão e milho, e a pecuária, sobretudo a criação de bois e aves.

## Personalidades
Entre os botuporãenses ilustres estão:
- Franklin David, repórter e apresentador de televisão.